# Торриш-ду-Мондегу
То́рриш-ду-Монде́гу (порт. Torres do Mondego) — приход в Португалии, входит в округ Коимбра. Является составной частью муниципалитета Коимбра. Находится в составе крупной городской агломерации Большая Коимбра. По старому административному делению входил в провинцию Бейра-Литорал. Входит в экономико-статистический субрегион Байшу-Мондегу, который входит в Центральный регион. Население составляет 2550 человек на 2001 год. Занимает площадь 16,71 км².